# Boisemont (Eure)
Boisemont település Franciaországban, Eure megyében. Lakosainak száma 759 fő (2018. január 1.). Boisemont Les Andelys, Corny, Écouis, Farceaux, Harquency és Mesnil-Verclives községekkel határos.

## Népesség
A település népességének változása:
| Lakosok száma | 758  | 749  | 772  | 750  | 759  |
|               | 2013 | 2015 | 2016 | 2017 | 2018 |